# Charlie Raposo
Charlie Raposo (15 gennaio 1996) è un ex sciatore alpino britannico.

## Biografia
Specialista delle prove tecniche attivo dall'agosto del 2011, Raposo ha esordito ai Campionati mondiali a Vail/Beaver Creek 2015, dove si è classificato 34º nello slalom gigante e non ha completato lo slalom speciale, in Coppa Europa il 5 dicembre 2015 a Trysil in slalom gigante, senza qualificarsi per la seconda manche, e in Coppa del Mondo il 23 ottobre 2016 a Sölden nella medesima specialità, senza completare la prova. Ai Mondiali di Åre 2019 non ha completato lo slalom speciale e il 7 marzo dello stesso anno ha colto a Hinterstoder in slalom gigante il suo unico podio in Coppa Europa (3º).
Ai Mondiali di Cortina d'Ampezzo 2021 si è classificato 12º nella gara a squadre, non ha completato lo slalom gigante e non si è qualificato per la finale nello slalom parallelo. Il 13 marzo 2022 ha conquistato il suo miglior risultato in Coppa del Mondo, a Kranjska Gora in slalom gigante (16º), e l'anno dopo ai Mondiali di Courchevel/Méribel 2023, sua ultima presenza iridata, si è piazzato 17º nella medesima specialità. La sua ultima gara in carriera è stata lo slalom gigante di Coppa del Mondo disputato ad Aspen il 1º marzo 2024, nel corso del quale Raposo di è infortunato a un ginocchio (rottura di un legamento crociato); ha annunciato il ritiro nel maggio seguente. Non ha preso parte a rassegne olimpiche.

## Palmarès

### Coppa del Mondo
- Miglior piazzamento in classifica generale: 109º nel 2022

### Coppa Europa
- Miglior piazzamento in classifica generale: 39º nel 2022
- 1 podio:
  - 1 terzo posto

### Nor-Am Cup
- Miglior piazzamento in classifica generale: 22º nel 2018
- 3 podi:
  - 1 vittoria
  - 1 secondo posto
  - 1 terzo posto

#### Nor-Am Cup - vittorie
| Data             | Località                   | Paese       | Specialità |
| ---------------- | -------------------------- | ----------- | ---------- |
| 14 febbraio 2018 | Stowe Mountain/Spruce Peak | Stati Uniti | GS         |

Legenda:

GS = slalom gigante

### Far East Cup
- Miglior piazzamento in classifica generale: 64º nel 2018
- 2 podi:
  - 1 vittoria
  - 1 terzo posto

#### Far East Cup - vittorie
| Data           | Località | Paese         | Specialità |
| -------------- | -------- | ------------- | ---------- |
| 8 gennaio 2018 | High1    | Corea del Sud | GS         |

Legenda:

GS = slalom gigante

### Campionati britannici
- 7 medaglie:
  - 6 ori (slalom gigante nel 2014; slalom gigante nel 2016; slalom gigante nel 2017; supergigante nel 2018; slalom gigante nel 2019; slalom gigante nel 2022)
  - 1 bronzo (slalom speciale nel 2014)